# Midland (Texas)
Midland es una ciudad ubicada en el condado de Midland, del cual es sede, en el estado estadounidense de Texas. En el Censo de 2010 tenía una población de 111.147 habitantes y una densidad poblacional de 594,04 personas por km².

## Geografía
Midland se encuentra ubicada en las coordenadas 32°1′48″N 102°6′35″O / 32.03000, -102.10972. Según la Oficina del Censo de los Estados Unidos, Midland tiene una superficie total de 187.1 km², de la cual 186.66 km² corresponden a tierra firme y (0.24%) 0.44 km² es agua.

### Clima
| Parámetros climáticos promedio de Midland International Airport, Texas (normales 1991–2020, extremos 1930–presente) | Parámetros climáticos promedio de Midland International Airport, Texas (normales 1991–2020, extremos 1930–presente) | Parámetros climáticos promedio de Midland International Airport, Texas (normales 1991–2020, extremos 1930–presente) | Parámetros climáticos promedio de Midland International Airport, Texas (normales 1991–2020, extremos 1930–presente) | Parámetros climáticos promedio de Midland International Airport, Texas (normales 1991–2020, extremos 1930–presente) | Parámetros climáticos promedio de Midland International Airport, Texas (normales 1991–2020, extremos 1930–presente) | Parámetros climáticos promedio de Midland International Airport, Texas (normales 1991–2020, extremos 1930–presente) | Parámetros climáticos promedio de Midland International Airport, Texas (normales 1991–2020, extremos 1930–presente) | Parámetros climáticos promedio de Midland International Airport, Texas (normales 1991–2020, extremos 1930–presente) | Parámetros climáticos promedio de Midland International Airport, Texas (normales 1991–2020, extremos 1930–presente) | Parámetros climáticos promedio de Midland International Airport, Texas (normales 1991–2020, extremos 1930–presente) | Parámetros climáticos promedio de Midland International Airport, Texas (normales 1991–2020, extremos 1930–presente) | Parámetros climáticos promedio de Midland International Airport, Texas (normales 1991–2020, extremos 1930–presente) | Parámetros climáticos promedio de Midland International Airport, Texas (normales 1991–2020, extremos 1930–presente) |
| Mes | Ene. | Feb. | Mar. | Abr. | May. | Jun. | Jul. | Ago. | Sep. | Oct. | Nov. | Dic. | Anual |
| --- | --- | --- | --- | --- | --- | --- | --- | --- | --- | --- | --- | --- | --- |
| Temp. máx. abs. (°C)                                                                                                | 28.9 | 33.3 | 36.1 | 40 | 42.2 | 46.7 | 44.4 | 45 | 41.7 | 38.3 | 32.2 | 29.4 | 46.7 |
| Temp. máx. media (°C)                                                                                               | 14.8 | 17.6 | 22.2 | 26.9 | 31.4 | 35 | 35.4 | 34.9 | 30.9 | 26.1 | 19.5 | 15.1 | 25.8 |
| Temp. media (°C) | 7.6 | 10.1 | 14.4 | 19 | 24.1 | 28.1 | 29.1 | 28.4 | 24.6 | 19.2 | 12.4 | 8 | 18.8 |
| Temp. mín. media (°C)                                                                                               | 0.4 | 2.6 | 6.8 | 11 | 16.8 | 21.3 | 22.7 | 22.1 | 18.2 | 12.2 | 5.3 | 0.9 | 11.7 |
| Temp. mín. abs. (°C)                                                                                                | -22.2 | -23.9 | -12.8 | -6.7 | 0 | 8.3 | 9.4 | 11.1 | 2.2 | -8.9 | -12.2 | -18.3 | -23.9 |
| Precipitación total (mm)                                                                                            | 16.8 | 14.7 | 17.3 | 17.8 | 39.9 | 45.7 | 41.1 | 43.7 | 42.2 | 30.7 | 18.3 | 15 | 343.2 |
| Nevadas (cm) | 4.1 | 1.8 | 0 | 0.3 | 0 | 0 | 0 | 0 | 0 | 0 | 1.3 | 3.6 | 10.9 |
| Días de precipitaciones (≥ 0.2 mm)                                                                                  | 3.6 | 3.4 | 3.6 | 2.7 | 5.1 | 4.5 | 4.5 | 5.3 | 5.5 | 4.3 | 3.2 | 3.6 | 49.3 |
| Días de nevadas (≥ 0.2 cm)                                                                                          | 1.1 | 0.7 | 0.0 | 0.1 | 0.0 | 0.0 | 0.0 | 0.0 | 0.0 | 0.1 | 0.3 | 0.8 | 3.1 |
| Humedad relativa (%)                                                                                                | 56.6 | 54.7 | 46.2 | 44.9 | 50.6 | 53.1 | 51.2 | 53.7 | 61.2 | 59.9 | 58.7 | 57.6 | 54 |
| Fuente: National Weather Service / NOAA (humedad 1961–1990)                                                         | | | | | | | | | | | | | |

## Demografía
Según el censo de 2010, había 111.147 personas residiendo en Midland. La densidad de población era de 594,04 hab./km². De los 111.147 habitantes, Midland estaba compuesto por el 75.55% blancos, el 7.91% eran afroamericanos, el 0.73% eran amerindios, el 1.39% eran asiáticos, el 0.04% eran isleños del Pacífico, el 11.86% eran de otras razas y el 2.53% pertenecían a dos o más razas. Del total de la población el 37.61% eran hispanos o latinos de cualquier raza.

## Educación
El Distrito Escolar Independiente de Midland gestiona escuelas públicas.

## Ciudades hermanadas
- Chihuahua, Chihuahua (México)
- Dongying, Shandong (China), ubicado cerca del segundo campo petrolero más grande conocido de China.  Los funcionarios de Dongying donaron una modesta pagoda, ubicada en el Complejo Beal.
- Nueva Amsterdam (Guyana)
- Birkenhead (United Kingdom)